# Ben Pon
Bernardus Marinus »Ben« Pon, nizozemski dirkač Formule 1, *9. december, 1936, Amersfoort, Nizozemska, † 30. september 2019.
Ben Pon je pokojni nizozemski dirkač Formule 1. V svoji karieri je nastopil le na domači in prvi dirki sezone 1962 za Veliko nagrado Nizozemske, kjer je z dirkalnikom Porsche 787 manjšega moštva Ecurie Maarsbergen odstopil v drugem krogu zaradi trčenja.
Leta 1972 je tekmoval na olimpijskih igrah v Münchnu v streljanju na glinaste golobe, kjer je zasedel 31. mesto.

## Popolni rezultati Formule 1
(legenda) (odebeljene dirke pomenijo najboljši štartni položaj, poševne pa najhitrejši krog, †-uvrščen kljub odstopu)
| Leto | Moštvo             | Šasija      | Motor          | 1       | 2   | 3   | 4   | 5  | 6   | 7   | 8   | 9   | Prv | Toč |
| ---- | ------------------ | ----------- | -------------- | ------- | --- | --- | --- | -- | --- | --- | --- | --- | --- | --- |
| 1962 | Ecurie Maarsbergen | Porsche 787 | Porsche Flat-4 | NIZ Ret | MON | BEL | FRA | VB | NEM | ITA | ZDA | JAR | -   | 0   |